# Никитское (городской округ Истра)

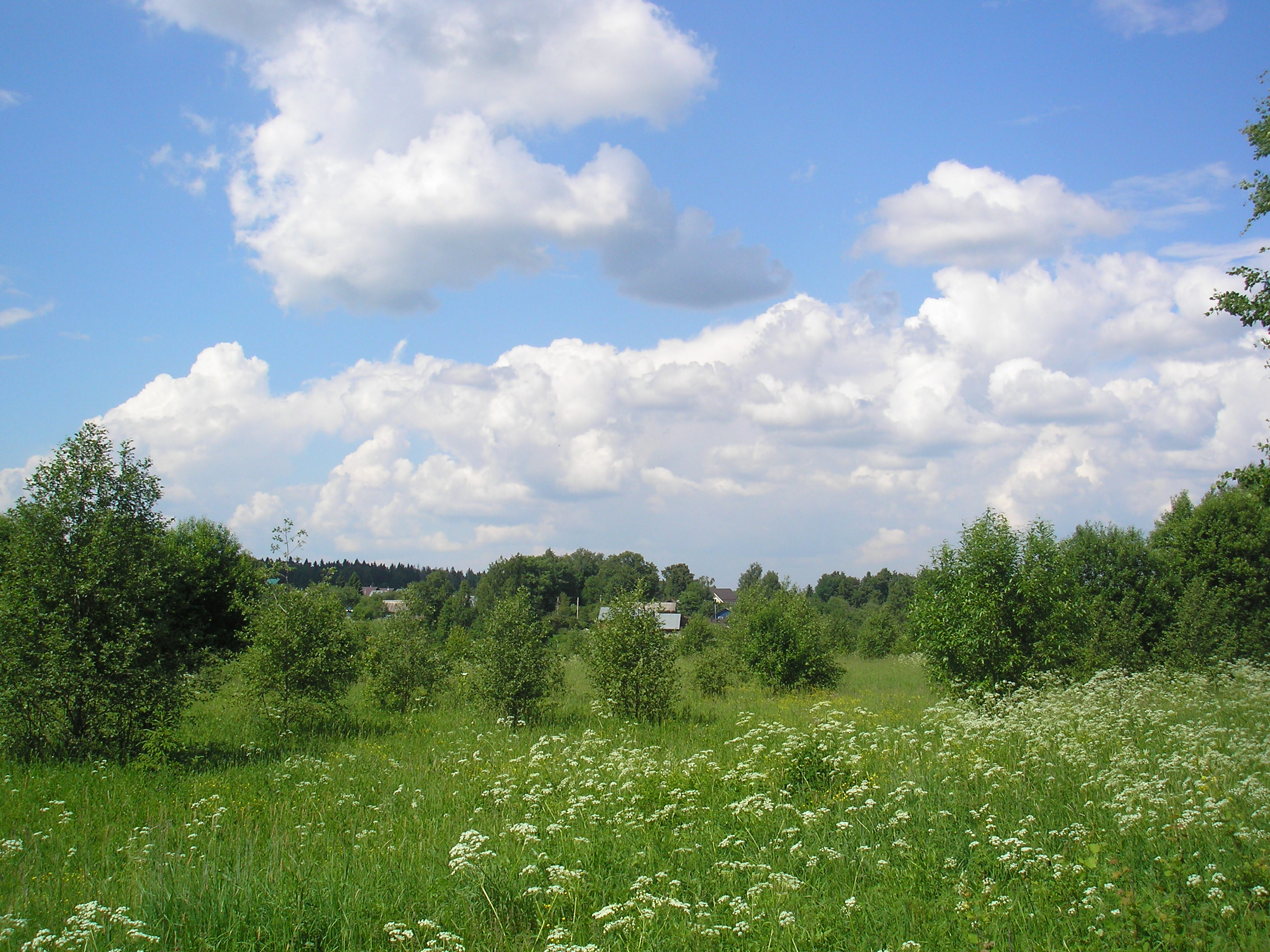

Никитское — деревня, расположенная в Бужаровском сельском поселении Истринского района Московской области. Население — 9 чел. (2010), в деревне 3 улицы, зарегистрировано 3 садовых товарищества.
Находится примерно в 20 км на северо-запад от Истры, высота над уровнем моря 208 м.

## Население
| 2002 | 2006 | 2010 |
| ---- | ---- | ---- |
| 17   | ↘9   | →9   |